# Parque Eduardo VII

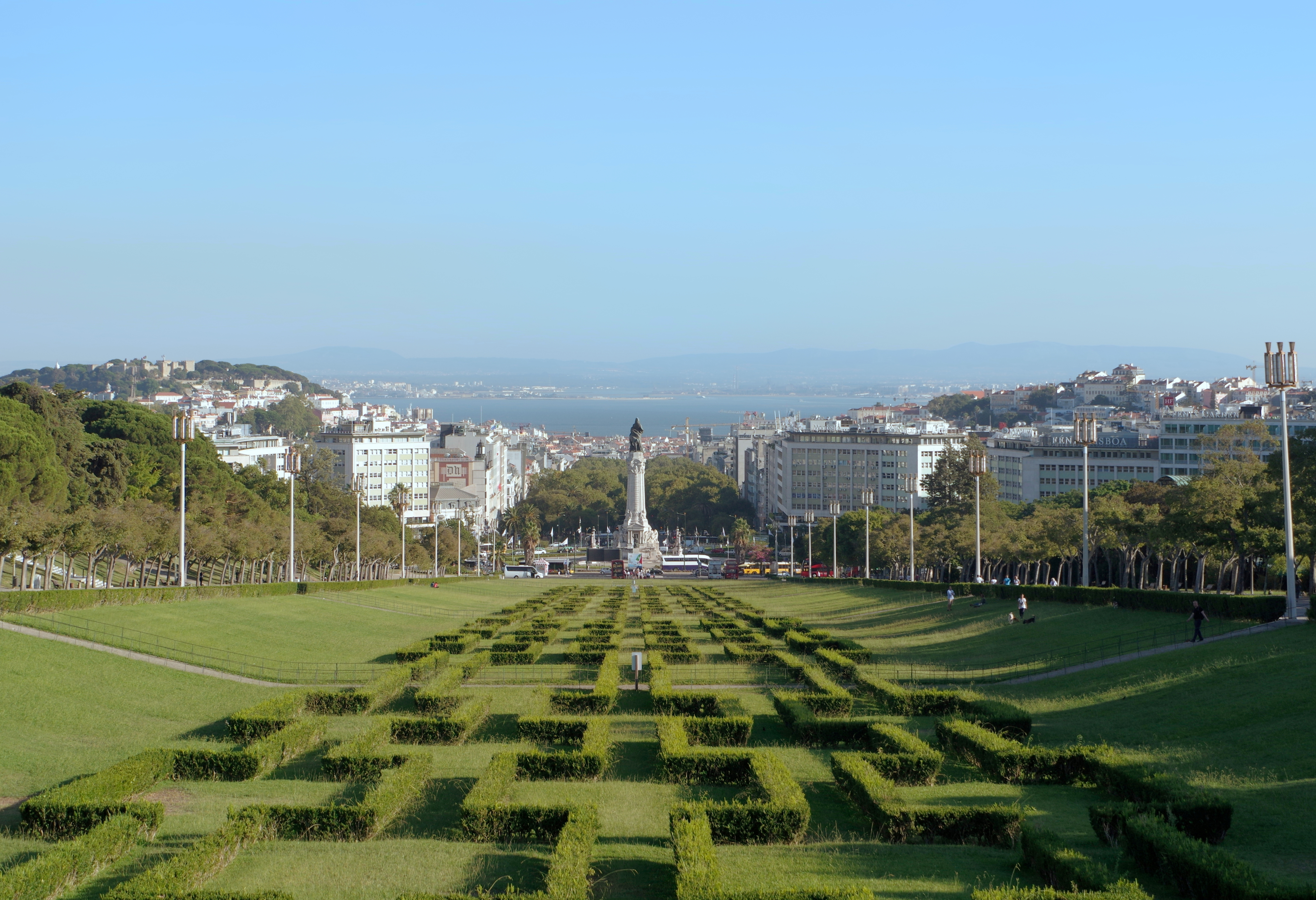
Het park met uitzicht op de benedenstad en de Taag.

Het Eduardo VII-park (Portugees: Parque Eduardo VII) is een groot park nabij het centrum van Lissabon. Het park is vernoemd naar koning Eduard VII van het Verenigd Koninkrijk, die in 1902 de stad bezocht om de alliantie tussen Portugal en het Verenigd Koninkrijk te versterken. 
Het park strekt zich uit over een gebied van 25 hectare en biedt uitzicht op het lagere gedeelte van de stad (het centrum).